# Paroster niger
Paroster niger är en skalbaggsart som beskrevs av Watts 1978. Paroster niger ingår i släktet Paroster och familjen dykare. Inga underarter finns listade i Catalogue of Life.